# Australian Open de 1998
O Australian Open de 1998 foi um torneio de tênis disputado nas quadras duras do Melbourne Park, em Melbourne, na Austrália, entre 19 de janeiro e 1º de fevereiro. Corresponde à 30ª edição da era aberta e à 86ª de todos os tempos.

## Finais

### Profissional
| Categoria | Evento    | Campeã(s)(o/ões)                | Vice-campeã(s)(o/ões)             | Resultado               | Chave(s)  | Chave(s)       |
| --------- | --------- | ------------------------------- | --------------------------------- | ----------------------- | --------- | -------------- |
| Simples   | Masculino | Petr Korda                      | Marcelo Ríos                      | 6–2, 6–2, 6–2           | principal | qualificatório |
| Simples   | Feminino  | Martina Hingis                  | Conchita Martínez                 | 6–3, 6–3                | principal | qualificatório |
| Duplas    | Masculino | Jonas Björkman Jacco Eltingh    | Todd Woodbridge Mark Woodforde    | 6–2, 5–7, 2–6, 6–4, 6–3 | principal | principal      |
| Duplas    | Feminino  | Martina Hingis Mirjana Lučić    | Lindsay Davenport Natalia Zvereva | 6–4, 2–6, 6–3           | principal | principal      |
| Duplas    | Misto     | Venus Williams Justin Gimelstob | Helena Suková Cyril Suk           | 6–2, 6–1                | principal | principal      |

### Juvenil
| Categoria | Evento    | Campeã(s)(o/ões)                 | Vice-campeã(s)(o/ões)    | Resultado     | Chave(s)  | Chave(s)       |
| --------- | --------- | -------------------------------- | ------------------------ | ------------- | --------- | -------------- |
| Simples   | Masculino | Julien Jeanpierre                | Andreas Vinciguerra      | 4–6, 6–4, 6–3 | principal | qualificatório |
| Simples   | Feminino  | Jelena Kostanić                  | Wynne Prakusya           | 6–0, 7–5      | principal | qualificatório |
| Duplas    | Masculino | Jérôme Haehnel Julien Jeanpierre | Mirko Pehar Lovro Zovko  | 6–3, 6–3      | principal | principal      |
| Duplas    | Feminino  | Evie Dominikovic Alicia Molik    | Leanne Baker Rewa Hudson | 6–3, 3–6, 6–2 | principal | principal      |